# Qualificazioni al campionato mondiale di calcio 2006 - CONMEBOL
Sono elencate di seguito le date e i risultati della zona sudamericana (CONMEBOL) per le qualificazioni ai Mondiali 2006.
A tale fase eliminatoria dovette sottoporsi anche il Brasile, vincitore dell'edizione precedente ma obbligato a garantirsi sul campo la difesa del titolo per via della modifica regolamentare disposta dalla FIFA.

## Classifica
| Pos. | Squadra   | Pt | G  | V  | N | P  | GF | GS | DR  |
| ---- | --------- | -- | -- | -- | - | -- | -- | -- | --- |
| 1.   | Brasile   | 34 | 18 | 9  | 7 | 2  | 35 | 17 | +18 |
| 2.   | Argentina | 34 | 18 | 10 | 4 | 4  | 29 | 17 | +12 |
| 3.   | Ecuador   | 28 | 18 | 8  | 4 | 6  | 23 | 19 | +4  |
| 4.   | Paraguay  | 28 | 18 | 8  | 4 | 6  | 23 | 23 | 0   |
| 5.   | Uruguay   | 25 | 18 | 6  | 7 | 5  | 23 | 28 | -5  |
| 6.   | Colombia  | 24 | 18 | 6  | 6 | 6  | 24 | 16 | +8  |
| 7.   | Cile      | 22 | 18 | 5  | 7 | 6  | 18 | 22 | -4  |
| 8.   | Perù      | 18 | 18 | 4  | 6 | 8  | 20 | 28 | -8  |
| 9.   | Venezuela | 18 | 18 | 5  | 3 | 10 | 20 | 28 | -8  |
| 10.  | Bolivia   | 14 | 18 | 4  | 2 | 12 | 20 | 37 | -17 |

Legenda:

         Qualificato direttamente al campionato del mondo 2006.
         Qualificata al play-off interzona 2006 contro una squadra della federazione dell'Oceania (OFC).
Note:
Tre punti a vittoria, uno a pareggio, zero a sconfitta.
- Brasile, Argentina, Ecuador e Paraguay qualificate direttamente alla fase finale.
- Uruguay qualificato allo spareggio interzona CONMEBOL-OFC.

### Risultati

#### 1ª giornata
| Arbitro: | Aquino |

|                             |           |                         |
| Kily González 32’ Aimar 36’ | Marcatori | 60’ Mirosević 77’ Navia |

| Arbitro: | Selman |

|                         |           |  |
| Espinoza 5’ Tenorio 72’ | Marcatori |  |

| Arbitro: | Baldassi |

|                                            |           |             |
| Solano 34’ Mendoza 42’ Soto 83’ Farfán 90’ | Marcatori | 24’ Gamarra |

| Arbitro: | Hidalgo |

|                                                     |           |  |
| Forlán 17’ Chevantón 40’, 61’ Abeijón 83’ Bueno 88’ | Marcatori |  |

| Arbitro: | Elizondo |

|           |           |                      |
| Ángel 38’ | Marcatori | 22’ Ronaldo 61’ Kaká |

#### 2ª giornata
| Arbitro: | Vázquez |

|  |           |                                 |
|  | Marcatori | 7’ Aimar 25’ Crespo 32’ Delgado |

| Arbitro: | Giménez |

|                            |           |             |
| Pinilla 35’ Norambuena 70’ | Marcatori | 57’ Mendoza |

| Arbitro: | Oliveira |

|                                            |           |  |
| Baldivieso 11’ (rig.) Botero 27’, 49’, 59’ | Marcatori |  |

| Arbitro: | Ruiz |

|                                   |           |               |
| Cardozo 26’, 58’, 72’ Paredes 53’ | Marcatori | 24’ Chevantón |

| Arbitro: | Solórzano |

|                |           |  |
| Ronaldinho 13’ | Marcatori |  |

#### 3ª giornata
| Arbitro: | Martín |

|                          |           |              |
| Chevantón 31’ Romero 49’ | Marcatori | 21’ Meléndez |

| Arbitro: | Chandía |

|  |           |           |
|  | Marcatori | 9’ Arango |

| Arbitro: | Paniagua |

|                            |           |            |
| Santa Cruz 29’ Cardozo 75’ | Marcatori | 58’ Méndez |

| Arbitro: | Hidalgo |

|                                       |           |  |
| D'Alessandro 56’ Crespo 61’ Aimar 63’ | Marcatori |  |

| Arbitro: | Ruiz |

|            |           |             |
| Solano 50’ | Marcatori | 20’ Rivaldo |

#### 4ª giornata
| Arbitro: | Reinoso |

|                      |           |            |
| Rey 90’ Arango 90+2’ | Marcatori | 60’ Botero |

| Arbitro: | Méndez |

|  |           |             |
|  | Marcatori | 30’ Paredes |

| Quito 19 novembre 2003, ore 17:00 | Ecuador  | 0 – 0 referto | Perù | Estadio Olímpico Atahualpa (34.361 spett.)\| Arbitro: \| González \| |
| Arbitro:                          | González |               |      |                                                                      |

| Arbitro: | Simon |

|           |           |            |
| Ángel 47’ | Marcatori | 27’ Crespo |

| Arbitro: | Elizondo |

|                           |           |                                           |
| Kaká 20’ Ronaldo 28’, 87’ | Marcatori | 57’, 76’ Forlán 78’ (aut.) Gilberto Silva |

#### 5ª giornata
| Arbitro: | Martín |

|  |           |                                |
|  | Marcatori | 37’ Villarroel 59’ M. González |

| Arbitro: | Vázquez |

|            |           |  |
| Crespo 60’ | Marcatori |  |

| Arbitro: | Ortubé |

|  |           |                                         |
|  | Marcatori | 19’ Urdaneta 67’ H. González 77’ Arango |

| Arbitro: | Rezende |

|  |           |                         |
|  | Marcatori | 30’ Grisales 42’ Oviedo |

| Asunción 31 marzo 2004, ore 21:45 | Paraguay | 0 – 0 referto | Brasile | Estadio Defensores del Chaco (40.000 spett.)\| Arbitro: \| Ruiz \| |
| Arbitro:                          | Ruiz     |               |         |                                                                    |

#### 6ª giornata
| Arbitro: | Rezende |

|                         |           |             |
| Cristaldo 8’ Suárez 72’ | Marcatori | 33’ Cardozo |

| Arbitro: | Torres |

|  |           |             |
|  | Marcatori | 83’ Pinilla |

| Arbitro: | Selman |

|            |           |                                   |
| Forlán 72’ | Marcatori | 13’ Solano 18’ Pizarro 61’ Farfán |

| Arbitro: | Baldassi |

|                      |           |            |
| Delgado 3’ Salas 66’ | Marcatori | 57’ Oviedo |

| Arbitro: | Ruiz |

|                                              |           |           |
| Ronaldo 16’ (rig.), 67’ (rig.), 90+6’ (rig.) | Marcatori | 79’ Sorín |

#### 7ª giornata
| Arbitro: | Brand |

|                                             |           |                            |
| Soliz 27’ (aut.) Delgado 32’ de la Cruz 38’ | Marcatori | 57’ Gutiérrez 74’ Castillo |

| Lima 6 giugno 2004, ore 15:00 | Perù      | 0 – 0 referto | Venezuela | Estadio Nacional (40.000 spett.)\| Arbitro: \| Larrionda \| |
| Arbitro:                      | Larrionda |               |           |                                                             |

| Buenos Aires 6 giugno 2004, ore 15:00 | Argentina | 0 – 0 referto | Paraguay | Monumental (37.000 spett.)\| Arbitro: \| Simon \| |
| Arbitro:                              | Simon     |               |          |                                                   |

| Arbitro: | Amarilla |

|                                                      |           |  |
| Pacheco 17’, 31’ Moreno 20’ Restrepo 81’ Herrera 86’ | Marcatori |  |

| Arbitro: | Elizondo |

|                  |           |                  |
| Navia 89’ (rig.) | Marcatori | 16’ Luís Fabiano |

#### 8ª giornata
| Arbitro: | Simon |

|          |           |                                       |
| Soto 62’ | Marcatori | 14’ Rosales 66’ Coloccini 90+2’ Sorín |

| Arbitro: | Hidalgo |

|           |           |  |
| Bueno 57’ | Marcatori |  |

| Arbitro: | Baldassi |

|                                              |           |               |
| Ronaldo 1’ Ronaldinho 12’ (rig.) Adriano 44’ | Marcatori | 48’ Cristaldo |

| Arbitro: | Méndez |

|             |           |  |
| Gamarra 52’ | Marcatori |  |

| Santiago del Cile 5 settembre 2004, ore 21:00 | Cile     | 0 – 0 referto | Colombia | Estadio Nacional de Chile (62.523 spett.)\| Arbitro: \| Mendonça \| |
| Arbitro:                                      | Mendonça |               |          |                                                                     |

#### 9ª giornata
| Arbitro: | Mendonça |

|                                        |           |                                       |
| Lucho 6’ Figueroa 32’, 54’ Zanetti 44’ | Marcatori | 63’ C. Rodríguez 86’ (rig.) Chevantón |

| Arbitro: | Reinoso |

|            |           |  |
| Botero 56’ | Marcatori |  |

| Arbitro: | Elizondo |

|              |           |             |
| Grisales 17’ | Marcatori | 77’ Gavilán |

| Arbitro: | Chandía |

|                |           |                                           |
| Morán 79’, 90’ | Marcatori | 5’, 34’ Kaká 48’, 50’ Ronaldo 75’ Adriano |

| Arbitro: | Ortubé |

|                         |           |  |
| Kaviedes 49’ Méndez 64’ | Marcatori |  |

#### 10ª giornata
| La Paz 12 ottobre 2004, ore 16:00 | Bolivia | 0 – 0 referto | Uruguay | Estadio Hernando Siles (24.349 spett.)\| Arbitro: \| Rezende \| |
| Arbitro:                          | Rezende |               |         |                                                                 |

| Arbitro: | Ruiz |

|             |           |            |
| Paredes 13’ | Marcatori | 74’ Solano |

| Santiago del Cile 13 ottobre 2004, ore 20:00 | Cile     | 0 – 0 referto | Argentina | Estadio Nacional de Chile (57.671 spett.)\| Arbitro: \| Amarilla \| |
| Arbitro:                                     | Amarilla |               |           |                                                                     |

| Maceió 13 ottobre 2004, ore 21:50 | Brasile   | 0 – 0 referto | Colombia | Estádio Rei Pelé (20.000 spett.)\| Arbitro: \| Larrionda \| |
| Arbitro:                          | Larrionda |               |          |                                                             |

| Arbitro: | Lecca |

|                                    |           |                     |
| Urdaneta 20’ (rig.) Morán 72’, 80’ | Marcatori | 41’ (rig.) M. Ayoví |

#### 11ª giornata
| Arbitro: | Ruiz |

|            |           |  |
| Méndez 77’ | Marcatori |  |

| Arbitro: | Torres |

|           |           |  |
| Yepes 18’ | Marcatori |  |

| Arbitro: | Baldassi |

|                         |           |                   |
| Farfán 56’ Guerrero 85’ | Marcatori | 90+1’ S. González |

| Arbitro: | Simon |

|             |           |  |
| Montero 78’ | Marcatori |  |

| Arbitro: | Hidalgo |

|                                          |           |                      |
| Rey 3’ (aut.) Riquelme 45+1’ Saviola 65’ | Marcatori | 31’ Morán 72’ Vielma |

#### 12ª giornata
| Arbitro: | Larrionda |

|              |           |                           |
| Castillo 49’ | Marcatori | 57’ Figueroa 63’ Galletti |

| Maracaibo 26 marzo 2005, ore 19:00 | Venezuela | 0 – 0 referto | Colombia | Estadio José Pachencho Romero (18.000 spett.)\| Arbitro: \| Simon \| |
| Arbitro:                           | Simon     |               |          |                                                                      |

| Arbitro: | Ruiz |

|               |           |             |
| Mirosević 47’ | Marcatori | 4’ Regueiro |

| Arbitro: | Amarilla |

|          |           |  |
| Kaká 74’ | Marcatori |  |

| Arbitro: | Méndez |

|                                                         |           |                                |
| Valencia 32’, 49’ Méndez 45+2’, 47’ M. Ayoví 77’ (rig.) | Marcatori | 10’ (rig.) Cardozo 14’ Cabañas |

#### 13ª giornata
| Arbitro: | Lecca |

|                                         |           |               |
| Cichero 2’ (aut.) Castillo 25’ Vaca 84’ | Marcatori | 71’ Maldonado |

| Arbitro: | Elizondo |

|                          |           |             |
| Morínigo 37’ Cardozo 59’ | Marcatori | 72’ Pinilla |

| Arbitro: | Amarilla |

|            |           |  |
| Crespo 65’ | Marcatori |  |

| Arbitro: | Chandía |

|                        |           |                            |
| Guerrero 1’ Farfán 58’ | Marcatori | 4’ de la Cruz 45’ Valencia |

| Arbitro: | Baldassi |

|            |           |             |
| Forlán 48’ | Marcatori | 67’ Emerson |

#### 14ª giornata
| Arbitro: | Torres |

|                                                      |           |  |
| Rey 29’ Soto 55’ Ángel 58’ Restrepo 75’ E. Perea 78’ | Marcatori |  |

| Arbitro: | Selman |

|                      |           |  |
| Lara 53’ Delgado 89’ | Marcatori |  |

| Arbitro: | Brazenas |

|               |           |           |
| Maldonado 74’ | Marcatori | 2’ Forlán |

| Arbitro: | Rezende |

|                           |           |                     |
| Fuentes 8’, 34’ Salas 66’ | Marcatori | 83’ (rig.) Castillo |

| Arbitro: | Vázquez |

|                                                              |           |                |
| Ronaldinho 32’ (rig.), 41’ (rig.) Zé Roberto 70’ Robinho 82’ | Marcatori | 72’ Santa Cruz |

#### 15ª giornata
| Lima 7 giugno 2005, ore 20:00 | Perù     | 0 – 0 referto | Uruguay | Estadio Nacional (31.515 spett.)\| Arbitro: \| Baldassi \| |
| Arbitro:                      | Baldassi |               |         |                                                            |

| Arbitro: | Simon |

|                           |           |  |
| Moreno 5’, 9’ Arzuaga 70’ | Marcatori |  |

| Arbitro: | Torres |

|                  |           |           |
| Jiménez 31’, 60’ | Marcatori | 82’ Morán |

| Arbitro: | Brand |

|                                                    |           |             |
| Gamarra 17’ Santa Cruz 45+1’ Cáceres 54’ Núñez 68’ | Marcatori | 30’ Galindo |

| Arbitro: | Méndez |

|                             |           |                    |
| Crespo 3’, 40’ Riquelme 18’ | Marcatori | 71’ Roberto Carlos |

#### 16ª giornata
| Arbitro: | Baldassi |

|          |           |                 |
| Vaca 41’ | Marcatori | 8’, 49’ Delgado |

| Arbitro: | Simon |

|                |           |  |
| Santa Cruz 14’ | Marcatori |  |

| Arbitro: | Rezende |

|                                             |           |            |
| Maldonado 17’ Arango 68’ Torrealba 73’, 79’ | Marcatori | 63’ Farfán |

| Arbitro: | Amarilla |

|                                              |           |  |
| Juan 11’ Robinho 21’ Adriano 27’, 29’, 90+2’ | Marcatori |  |

| Arbitro: | Elizondo |

|                        |           |                    |
| Zalayeta 42’, 51’, 86’ | Marcatori | 79’ Soto 82’ Ángel |

#### 17ª giornata
| Quito 8 ottobre 2005, ore 16:00 | Ecuador | 0 – 0 referto | Uruguay | Estadio Olímpico Atahualpa (37.270 spett.)\| Arbitro: \| Rezende \| |
| Arbitro:                        | Rezende |               |         |                                                                     |

| Arbitro: | Mendonça |

|         |           |           |
| Rey 24’ | Marcatori | 64’ Rojas |

| Arbitro: | Elizondo |

|  |           |                  |
|  | Marcatori | 64’ Haedo Valdez |

| Arbitro: | Larrionda |

|              |           |             |
| Castillo 49’ | Marcatori | 25’ Juninho |

| Arbitro: | Torres |

|                                          |           |  |
| Riquelme 81’ (rig.) Guadalupe 90’ (aut.) | Marcatori |  |

#### 18ª giornata
| Arbitro: | Sequeira |

|                                           |           |               |
| Vassallo 11’ Acasiete 38’ Farfán 45’, 82’ | Marcatori | 66’ Gutiérrez |

| Arbitro: | Rezende |

|  |           |        |
|  | Marcatori | 7’ Rey |

| Arbitro: | Baldassi |

|                                            |           |  |
| Adriano 28’ Ronaldo 51’ Roberto Carlos 61’ | Marcatori |  |

| Santiago del Cile 12 ottobre 2005, ore 21:30 | Cile     | 0 – 0 referto | Ecuador | Estadio Nacional de Chile (49.530 spett.)\| Arbitro: \| Elizondo \| |
| Arbitro:                                     | Elizondo |               |         |                                                                     |

| Arbitro: | Mendonça |

|            |           |  |
| Recoba 46’ | Marcatori |  |

## Statistiche

### Primati
- Maggior numero di vittorie: Argentina (10)
- Minor numero di sconfitte: Brasile (2)
- Miglior attacco: Brasile (35 reti fatte)
- Miglior difesa: Colombia (16 reti subite)
- Miglior differenza reti: Brasile (+18)
- Maggior numero di pareggi: Brasile, Cile, Uruguay (7)
- Minor numero di vittorie: Bolivia, Perù (4)
- Maggior numero di sconfitte: Bolivia (12)
- Peggiore attacco: Cile (18 reti fatte)
- Peggior difesa: Venezuela (37 reti subite)
- Peggior differenza reti: Bolivia (-17)
- Partita con più reti: Venezuela-Brasile 2-5; Ecuador-Paraguay 5-2